# Instituto Benjamin Constant (Manaus)
O Instituto Benjamin Constant, também conhecido como IBC, é uma escola de Manaus. O edifício está localizado entre o Instituto de Educação do Amazonas e a Academia Amazonense de Letras, no Centro Histórico de Manaus. Por muitos anos funcionou como asilo de meninas que permaneciam no educandário até os 18 anos. Por meio do Decreto 11.190, de 14 de junho de 1988, o prédio foi tombado pelo Conselho Estadual de Defesa do Patrimônio Histórico e Artístico do Amazonas – CEDPHA. Atualmente oferece cursos técnicos e de qualificação pelo Centro de Educação Tecnológica do Amazonas - CETAM.

## História
Seu ato de criação foi autorizado pela Lei 643 de 2 de junho de 1884, durante a administração do então presidente da Província Theodoreto Souto. Com o nome "Azylo Orphanológico Elisa Souto", a instituição localizava-se na rua Nove de Novembro (atual Lauro Cavalcante) e foi inaugurada no dia 10 de julho oferecendo os ensinos primário, moral e doméstico para meninas órfãs e pobres.
Em 1886 Adolpho de Vasconcelos promoveu uma reforma no ensino público, onde o asilo  e a Escola Normal Feminina passaram a funcionar no mesmo local. Consequentemente, foi necessário alugar um novo prédio para atender a demanda. No dia 12 de abril foi transferido para a rua da Independência (atual Frei José dos Inocentes) e permanenceu até 1º de agosto de 1888. O palacete do Barão de São Leonardo, localizado na rua Ramos Ferreira, adquirido na administração de Theodoreto Souto para abrigar o Museu Botânico, passou a ser residência definitiva do recinto.
Em 26 de abril de 1892, o governador Eduardo Ribeiro promulgou o Decreto 11,  extinguindo o asilo e criando o Instituto Benjamin Constant. O nome foi uma homenagem ao militar Benjamin Constant Botelho de Magalhães. A administração desse novo estabelecimento escolar ficou a cargo das irmãs da Congregação Filhas de Sant’Anna, que chegaram a Manaus em 1893, vindas da Itália.
Na administração estadual de Efigênio Salles, em 29 de julho de 1929 foi inaugurada uma capela em honra à Sant’Anna, ampliada na década de 40. O Teatrinho Santa Rosa foi instalado em 1930 e as encenações eram realizadas pelas próprias alunas,
Em 1969, o governador Danilo Areosa instalou a Fundação Educacional do Amazonas, que era responsável pelo ensino médio e primário, desativando o IBC. Na gestão de João Walter de Andrade, retoma as atividades como uma escola de regime misto. Em 1997, com a nomeclatura de Escola Estadual, passou a funcionar em um edifício alugado e  encerrou suas atividades em 2001.
Em 1998, recebeu a instalação do Centro de Informática Benjamin Constant (Ceinfor), funcionando até 2013 e sendo substituído no ano seguinte pelo CETAM.